# Тепла компанія
«Тепла компанія» (рос. «Тёплая компания») — радянський комедійний художній фільм 1924 року, знятий режисером Лео Муром на кіностудії «Держкіно». Прем'єра відбулася 22 серпня 1924 року. Фільм не зберігся.

## Сюжет
Про трудове перевиховання безпритульних дітей в трудових колоніях в середині 1920-х років.

## У ролях
- Олександр Алексєєв — Сенько Вирви Око, отаман зграї безпритульних
- Олександр Константинов — Васька Шкелет
- Юрій Зимін — безпритульний
- Микола Бєляєв — епізод
- Борис Шліхтінг — іноземний шпигун

## Знімальна група
- Режисер — Лео Мур
- Сценаристи — Іван Леонов, Лео Мур
- Оператори — Олександр Рилло, Едуард Тіссе
- Художник — Андрій Нікулін